# 庄浪県
荘浪県（しょうろう-けん）は中華人民共和国甘粛省平涼市に位置する県。県人民政府の所在地は水洛街道。

## 地理
荘浪県は東は華亭市、南は張家川回族自治県・秦安県、西は静寧県、北は隆徳県・涇源県に隣接する。

## 行政区画
1街道、15鎮、3郷を管轄：
- 街道：水洛街道
- 鎮：水洛鎮、南湖鎮、朱店鎮、万泉鎮、韓店鎮、臥竜鎮、陽川鎮、盤安鎮、大荘鎮、通化鎮、永寧鎮、良邑鎮、岳堡鎮、柳梁鎮、南坪鎮
- 郷：楊河郷、趙墩郷、鄭河郷

## 交通

### 道路
- 高速道路
  -  平綿高速道路（中国語版）
  -  静天高速道路
- 国道
  - G566国道（中国語版）